# Borohrádek
Borohrádek (in tedesco Heideburg) è una città della Repubblica Ceca facente parte del distretto di Rychnov nad Kněžnou, nella regione di Hradec Králové.